# 绥中北站
绥中北站是位于中华人民共和国辽宁省葫芦岛市绥中县城郊乡的铁路车站，经过铁路为京哈铁路（秦沈客运专线），是京哈鐵路由關內進入遼寧省的第二站，車站建于2003年，由中国铁路沈阳局集团锦州车务段管辖。

## 歷史
- 建于2003年。

## 车站结构
车站候车室分为两层，其中售票室位于1楼候车室的西侧。

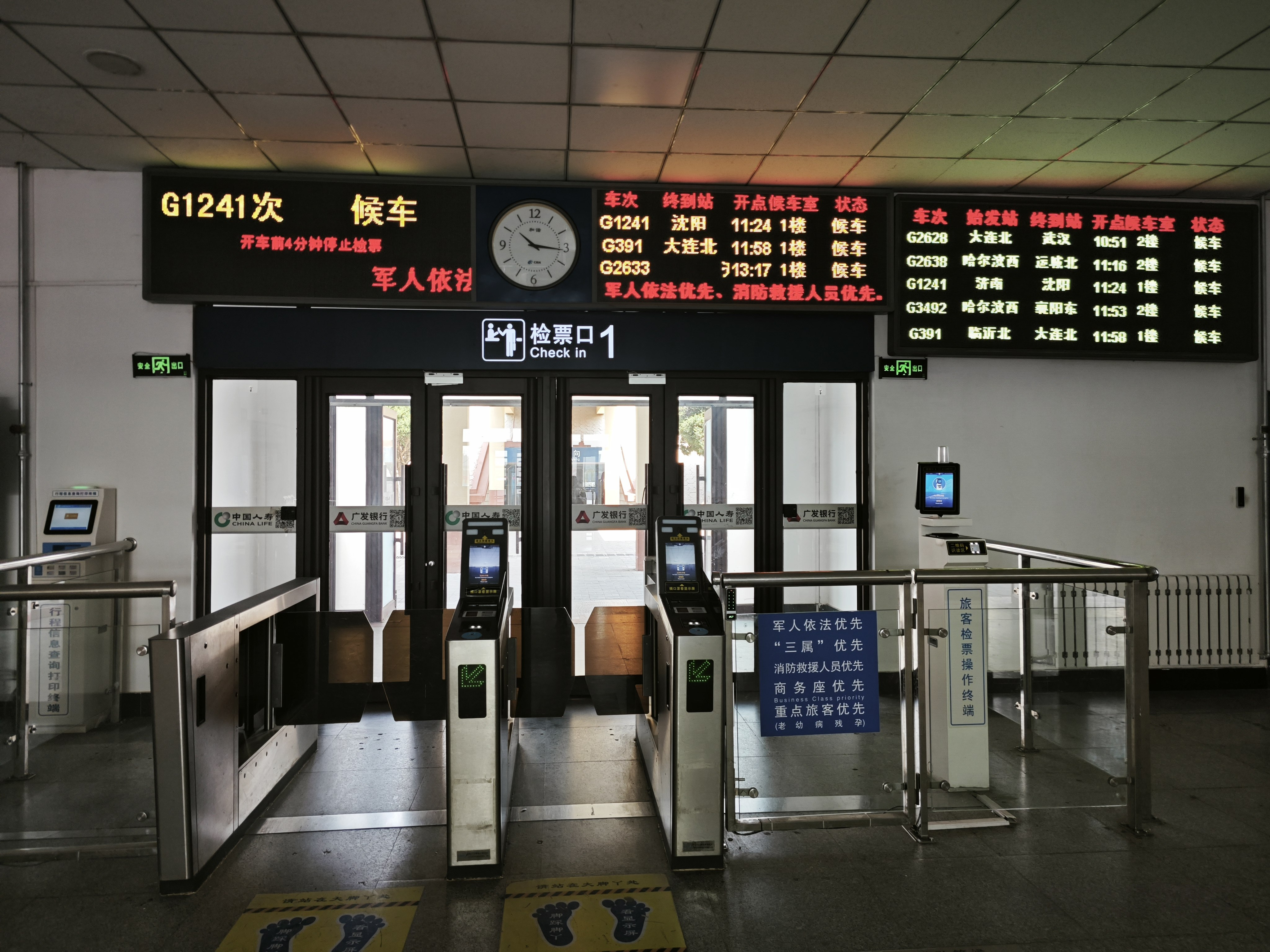
绥中北站1层1检票口

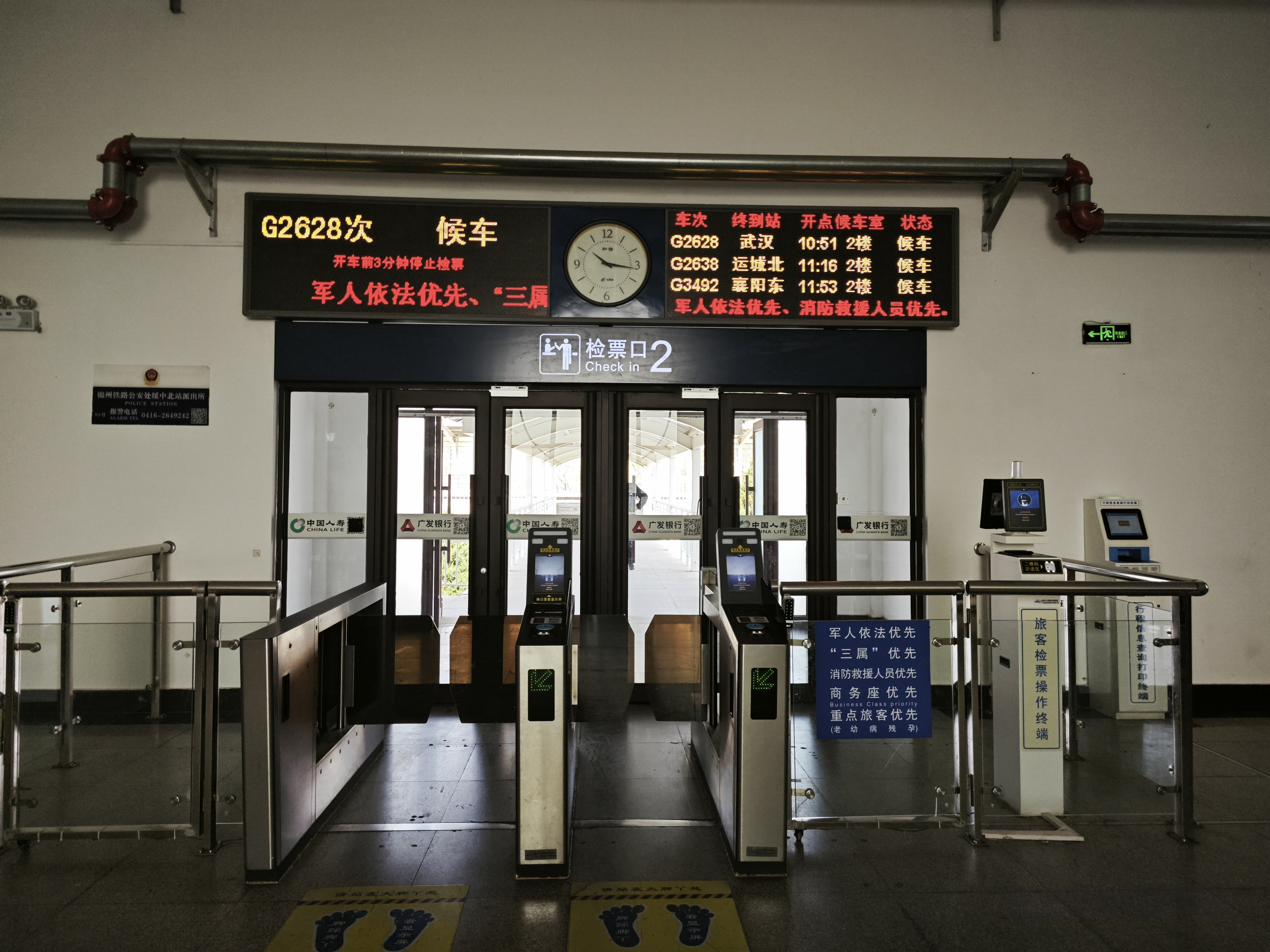
绥中北站2层2检票口

出站口位于站房东侧。

## 車站周邊
- 京哈高速公路
- 六股河
- 绥中镇中心小学
- 绥中二中
- 绥中县卫生学校韩家校区
- 葫芦岛银行宏大支行